# Рокки Филдинг — Сауль Альварес
Рокки Филдинг — Сауль Альварес (англ. Rocky Fielding vs. Saul Alvarez) — боксёрский двенадцатираундовый поединок во второй средней весовой категории за титул «регулярного» чемпиона мира по версии WBA, между чемпионом мира в среднем весе по версиям WBA Super, WBС и журнала The Ring Саулем Альваресом и «регулярным» чемпионом мира во втором среднем весе по версии WBA Рокки Филдингом.